# ESR 연대측정법

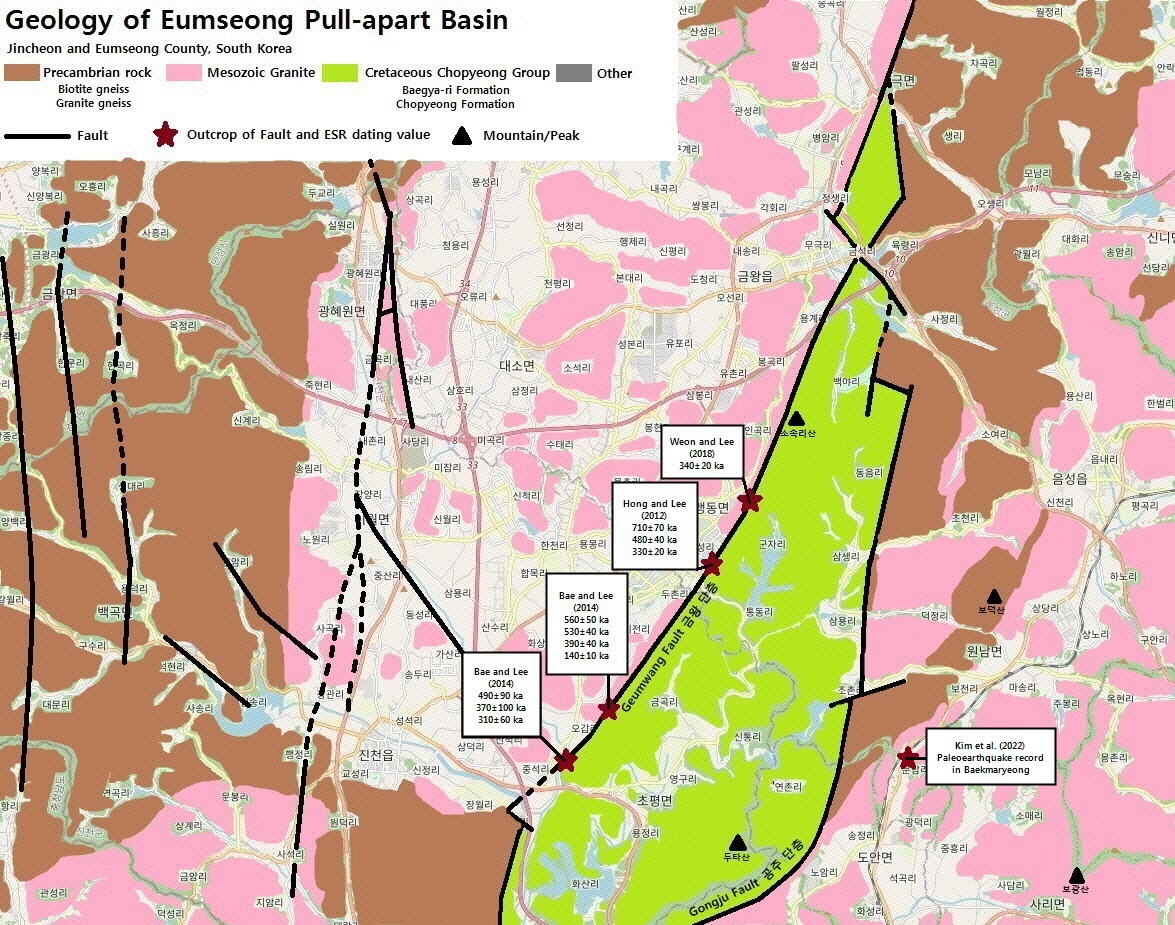
금왕 단층과 공주 단층이 지나는 대한민국 음성군, 진천군 지역의 음성 분지 내 금왕 단층에서 보고된 ESR 연대측정값

ESR 연대측정법 또는 전자자기공명법(Electron Spin Resonance, ESR)은 암석 내 방사성 에너지를 이용하여 단층 비지의 연대측정을 통해 단층의 마지막 활동 시기를 결정할 수 있는 방법이다. ESR 연대측정법은 일본의 이케야 모토지 외(1982)에 의해 처음 제안되었으며 이 방법으로 많은 연구자가 ESR 연대측정법을 통해 단층의 마지막 활동시기를 규명할 수 있었다. 또한 이 방법을 활용해 대한민국 내 분포하는 여러 한국의 단층들이 활성단층으로 인정받을 수 있었다.

## 개요
암석 내에 분포하는 우라늄, 토륨, 칼륨과 같은 방사성 원소는 붕괴하며 이온화 방사선 에너지를 방출한다. 석영과 같은 광물이 이 방사선에 노출되어 에너지를 공급받으면 광물의 결정(結晶) 속에서 이온화 작용이 일어나 원자의 오비탈에 전자 1개가 들어있는 홀전자(unpaired electron)가 형성된다. 홀전자는 가전자대에서 전도대로 이동하게 되고 이후에 홀전자가 다시 가전자대로 돌아오게 되는데, 이온화작용에 의해 형성된 이 자유 전자의 일부가 결정의 격자결함(lattice defect)에 잡혀 ESR 센터가 된다. ESR 센터는 산소의 결원과 관련된 E' 센터, 규소의 결원과 관련된 OHC 센터, 석영 격자 속의 규소가 알루미늄 또는 타이타늄으로 치환된 Al 및 Ti 센터가 있다. 격자결함에 잡혀있는 홀전자의 수는 시간이 지남에 따라 점점 증가하게 되며, 이에 따라 ESR 신호의 세기가 점점 커지게 된다. 
단층의 활동이 일어나면(=단층이 움직이면) 단층활동에 의한 응력이 석영의 격자결함에 집중되어 입자경계 마찰미끌림(grain boundary frictional sliding), 마찰열(摩擦熱; frictional heating) 및 격자변형작용(lattice deformation)에 의해 격자결함에 잡혀있던 홀전자가 빠져나와 ESR 신호의 세기는 0이 된다. 단층 활동 이후, 암석 내의 방사성 원소에 의한 이온화 작용으로 인해 시간이 지남에 따라 ESR 신호의 세기가 다시 증가한다. 같은 단층비지띠가 여러 번 재활동할 경우 이전의 활동기록은 지워지고 마지막 활동기록만 남기게 된다. ESR 연대측정법은 주로 단층 운동 당시에 단층대 주변에 생성된 단층비지(Fault gouge) 내의 석영 입자를 대상으로 연대측정을 실시한다. 따라서 채취한 단층 비지 시료의 ESR 신호 세기는 마지막 단층 활동 이후에 증가한 ESR 신호의 세기를 지시한다. ESR 신호의 세기를 측정하기 위해 ESR 분광계(ESR spectrometer)를 사용한다. 
마지막 단층 활동 이후부터 단층 비지가 받은 에너지의 양은 부가조사법(additive dose method)에 의해 계산되며, 이를 등가선량(equivalent dose, {\displaystyle D_{E}}, 단위는 그레이)이라 한다. 시료 채취 지점 주변의 방사성 원소 함량을 분석하여 단층비지가 받은 단위시간당 조사율(照射率; dose rate, d)을 계산한다. ESR 연대는 등가선량과 단위시간당 조사율의 비로 결정한다. 즉, 
{\displaystyle ESR_{age}={\frac {D_{E}}{d}}}
이다.

## 활성단층연구에 활용
일반적으로 제4기(250만 년 전~현재)에 활동한 단층을 활성단층(active fault)이라 한다. 지진은 제4기에 활동한 활성단층에서 발생한다고 알려져 있다. 활성단층의 위험도를 평가하기 위해서는 단층운동의 평균 변위 속도, 단층이 마지막으로 운동한 시기 및 재발주기 등을 분석해야 한다. 이중 단층이 언제 마지막으로 활동했는지 분석하기 위해 ESR 연대측정법을 활용하며 국내에서도 활성단층 연구에 ESR 연대측정법을 사용한다. 
지표의 온도와 압력 조건에서는 단층비지 내 ESR 신호가 0이 되기 어렵기 때문에 ESR 연대측정을 실시할 때 약 10만 년보다 젊은 단층 운동을 분석하기 어렵다. 실제로 한국의 단층을 대상으로 ESR 연대측정을 실시한 결과가 10만년(100 ka)보다 적게 나온 경우는 현재까지 없다.

### 관련 인물
강원대학교의 이희권 교수는 구조지질학자이며 대한민국 ESR 연대측정 분야의 전문가로, 1999년 강원특별자치도 정선군 지역의 단곡 단층에서 ESR 연대측정을 실시하였고 신고리원자력발전소 5, 6호기 건설 당시 원전 부지와 가까운 단층으로 추정되는 곳에서 ESR 연대측정법이 사용되지 않았으며 한국수력원자력이 사용한 단층암의 연대측정 방법(칼륨-아르곤 연대 측정)이 잘못되었다는 점을 지적하였다. 그리고 그린피스와 시민들이 제기한 신고리 5, 6호기 원전건설허가처분 취소 청구 소송에 증인으로 출석해 증언을 했으나 이 소송은 결국 대법원에서 최종 패소했다.

## ESR 연대측정 방법
ESR 연대측정 순서는 다음과 같다. 아래의 방법은 국내 여러 학자들이 단곡 단층, 금왕 단층이나 양산 단층과 같은 한국의 단층을 대상으로 ESR 연대측정을 실시할 때 실제로 사용한 방법이다.
- 1. 단층핵과 모암의 양쪽 경계부에 발달하는 단층비지띠에 발달된 전단면으로부터 약 1 cm 이내의 폭에서 적어도 2~3개의 단층비지 시료를 채취한다. 채취 후 가능한 한 빠른 시간 내에 약 100 g 정도를 이용하여 수분함량을 측정한다. 수분 증발을 막기 위해 시료를 비닐백에 담는다. 단층암 시료는 잘게 부순 후 잘 섞어 두 개의 시료를 준비한다. 한 개는 조사율 결정에, 다른 한 개는 상응 조사량의 결정에 쓰인다.
- 2. 건조된 시료를 파우더로 제작한 후 감마핵종분석을 의뢰하여, 단층비지 시료에 함유된 우라늄, 토륨, 칼륨 함량을 측정하여 단위시간당 조사율(μGy/year)을 계산한다.
- 3. 불순물을 제거하기 위해 묽은 염산(12M)과 묽은 질산(12M)의 혼합액을 이용하여 단층비지 시료 내에 포함된 유기물, 방해석을 포함한 탄산염광물 그리고 점토광물을 제거한 후, 산 성분이 제거될 때까지 희석시킨다. 녹이는 과정을 1주일 동안 2~3차례 반복한다.
- 4. 습식 체분석(wet-sieving)과 건식 체분석(dry-sieving)을 통해 단층비지 시료를 25 μm 이하, 25~45 μm, 45~75 μm, 75~100 μm, 100~150 μm, 150~250 μm의 입자크기 별로 분류한다.
- 5. Frantz 자력선별기를 이용하여 비자성광물인 석영과 장석을 분리하고 건조시킨다.
- 6. 초음파세척기를 이용하여 석영 입자에 붙어있는 미세입자들을 제거한다.
- 7. 각 입자크기 별로 100 mg씩 10개의 튜브를 준비한다. 따라서 한 개의 시료 당 총 50개의 튜브를 준비한다.
- 8. (한국의 경우, 한국원자력연구원 첨단방사선연구소에 의뢰하여) 준비된 시료에 코발트-60 감마선을 선량별(100 Gy, 200 Gy, 400 Gy, 800 Gy, 1200 Gy, 1600 Gy, 2000 Gy, 2400 Gy, 3200 Gy, 6400 Gy)로 조사한다. 조사율은 0.11~0.33 mGy/s이다.
- 9. 갑작스러운 감마선 조사에 의해 생성된 불안정한 E' 신호를 제거하기 위해, 시료를 170°C 에서 15분 동안 가열시킨다. 
  - 토요다와 슈바르츠(1997)는 일부 시료에 불안정한 E' 신호가 생성되므로 ESR 연대측정 과정에 불안정한 E' 신호의 존재 유무를 확인해야 하며, 이러한 불안정한(counterfeit) E' 신호는 170°C에서 15분 동안 가열함으로써 제거할 수 있다고 하였다.[13] 양주석(2005)은 한반도 남동부 지역의 활성단층 조사 당시 불안정한 E' 신호는 170℃에서 15분 동안 가열함으로써 제거할 수 있다. OHC, Al 그리고 Ti 신호는 감마선 조사에 의해 불안정한 신호가 생성되지 않아 ESR 수치연대 측정에 영향을 미치지 않는다고 보고하였다.[11]
- 10. JES-TE 200 ESR 분광계 또는 X-band (8.5~10.4 GHz) ESR 분광계를 이용하여, E' 신호는 상온에서 측정하고, 스핀 완화 시간(spin relaxation time)이 짧은 Al 및 Ti 신호는 77 K의 저온에서 측정한다. ESR 분광계의 기계 설정은 다음과 같다:
  - 마이크로파 주파수(microwave frequency) : 9.443 GHz[12] 또는 9.437 GHz[2], 9.43 GHz (상온), 9.17 GHz (저온)[4]
  - 마이크로파 세기(microwave power) : 100 uW (E' 신호), 2 mW (OHC, Al 및 Ti 신호)[4]
  - 주사폭(scan width) : 5.0 mT[2] (상온), 15.0 mT (저온)[4], 2.5 mT[12]
  - 주사시간(scan time) : 1.5 분[4], 84초[2], 60초[12]
  - 변조 주파수(modulation frequency) : 100 KHz
  - 변조폭(modulation amplitude) : 0.1 mT[2]
  - 시간상수(ime constant)=0.03초[4][5][6] 또는 164밀리초[12]
  - 저온에서 측정하는 Al 신호는 주사폭 20 mT[2] 또는 5 mT[12], 마이크로파 세기 2 mW, 주사시간 30초[12]로 설정한다.
- 11. 각 신호(E' 신호, Al 신호)마다 단층운동 이후에 증가한 등가선량({\displaystyle D_{E}})을 석영 입자 크기별로 계산한다.
- ESR 신호의 세기 그 자체를 이용하여 ESR 연령을 결정하지 못하기 때문에 축적된 에너지의 형태(단위는 Gy)로 전환시켜야 한다. 상응조사량(equivalent dose, {\displaystyle D_{E}})은 부가조사법에 의해 결정하는데, 조사율(dose rate)은 모암과 단층암 시료 속의 우라늄, 토륨, 칼륨)의 양을 감마조사법을 이용해 결정한 후 조사율로 변환한다. 상응조사량을 결정하기 위해 컴퓨터 프로그램(VFIT)을 사용하는데 오차는 대체로 5~20%정도이다. 조사율의 오차는 단층 암석의 수분함량(5~10%), 단층암석 속 방사성원소의 농도(1~10%)등을 결정할 때 발생한다.[12]
- 12. 감마선 스펙트럼 분석 방법으로 단층암 속의 우라늄, 토륨, 칼륨의 함량을 결정한다. 우라늄, 토륨, 칼륨의 양을 구한 후 이 자료를 사용하여 다음 식을 사용하여 조사율을 결정한다.

{\displaystyle d=C_{U}(KW_{\alpha }G_{U-{\alpha }}D_{\alpha }+W_{\beta }G_{U-{\beta }}D_{\beta }+W_{\gamma }D_{\gamma })+C_{Th}(KW_{\alpha }G_{Th-{\alpha }}D_{\alpha }+W_{\beta }G_{Th-{\beta }}D_{\beta }+W_{\gamma }D_{\gamma })+C_{K}(KW_{\alpha }G_{K-{\alpha }}D_{\alpha }+W_{\gamma }D_{\gamma })+{G_{cos}}{D_{cos}}} ({\displaystyle C_{U,Th,K}} : 단층암 속의 방사성 원소의 농도, {\displaystyle K} : {\displaystyle {\alpha }}-효율, {\displaystyle W_{{\alpha },{\beta }}} : {\displaystyle {\alpha },{\beta },{\gamma }}에 대한 수분보정 인자, {\displaystyle G_{{\alpha },{\beta },{\gamma },cos}} : {\displaystyle {\alpha },{\beta },{\gamma }}와 우주선에 대한 감소인자. {\displaystyle G_{\alpha },{\beta }} : 단위 농도에 대한 조사율, {\displaystyle D_{cos}} : 우주선 조사욜)
- 13. 석영 입자크기별로 계산한 등가선량을 조사율로 나누어 각각의 ESR 연대를 결정한다.
- 14. 석영 입자크기 대 ESR 연대 그래프에서 연대 평탄역을 결정하여 단층비지 시료의 마지막 활동시기를 규명한다. 입자의 크기(x축)와 ESR 연령(y축)의 그래프에 도시된 평탄역 내의 ESR 연대들은 다음과 같은 방법으로 가중 평균치를 구하게 된다.

{\displaystyle Y=(Y_{1}/S_{1}^{2})+Y_{2}/S_{2}^{2})+...)/(1/S_{1}^{2}+1/S_{2}^{2}+...)}

그리고 가중 평균치의 오차는 다음 식에 의해 결정된다.
{\displaystyle S={1/(1/S_{1}^{2}+1/S_{2}^{2}+)}^{\frac {1}{2}}}
여기서 {\displaystyle Y_{1,2,3}}는 각 입자 크기의 ESR 연대이고, {\displaystyle S_{1,2,3}}는 각각 인용된 오차의 한계이다.
| 샘플   | 입자 크기(μm) | 센터 | 상응조사량({\displaystyle D_{E}}) | 우라늄 (ppm) | 토륨 (ppm) | 칼륨 (%) | 조사율(dose rate, μGy/y) | ESR 연대 (ka) | 가중 평균연대 (ka) |
| ------ | ------------- | ---- | --------------------------------- | ------------ | ---------- | -------- | ------------------------ | ------------- | ------------------ |
| Hyse 1 | 25~45         | E'   | 1705±114                          | 5.6±0.4      | 36.3±23.1  | 3.7±0.1  | 7106±434                 | 240±22        | 250±20             |
| Hyse 1 | 45-75         | E'   | 1602±202                          | 5.6±0.4      | 36.3±23.1  | 3.7±0.1  | 7043±429                 | 227±32        | 250±20             |
| Hyse 1 | 75-100        | E'   | 1928±227                          | 5.6±0.4      | 36.3±23.1  | 3.7±0.1  | 6985±426                 | 276±37        | 250±20             |
| Hyse 1 | 100-150       | E'   | 1915±275                          | 5.6±0.4      | 36.3±23.1  | 3.7±0.1  | 6911±420                 | 277±43        | 250±20             |
| Hyse 1 | 150-250       | E'   | 1938±437                          | 5.6±0.4      | 36.3±23.1  | 3.7±0.1  | 6776±411                 | 286±67        | 250±20             |

## 조건
단층비지의 ESR 연대는 단층비지의 마지막 활동시기를 지시한다. 하지만 단층비지띠와 단층손상대 사이에 발달한 단층면을 따라 마지막 단층활동이 일어난다면, 단층비지 내의 ESR 신호가 0이 되지 않기 때문에 ESR 연대는 단층활동의 시기를 과대평가하게 된다. 단층비지 내 석영 입자의 ESR 신호가 완전히 영이 되기 위해서는 단층면에 작용하는 수직 응력이 적어도 약 3 MPa 이상이어야 하며, 약 0.3 m 이상의 변위량도 필요하다. 이러한 조건을 만족시키는 지진의 규모는 적어도 약 6.5 이상이어야 한다. 또한 단층 활동 시기에 충분한 수직응력을 받기 위해서는 단층비지가 적어도 수십 m 이상의 깊이에 있어야 한다. 따라서 지표에서 채취한 단층비지의 ESR 연대는 단층비지가 수십 m 이상의 깊이에 있을 때 단층이 재활동했던 시기를 지시한다. 융기한 이후에 재활동하였다면, 단층면에 작용하는 수직응력이 충분하지 않아 ESR 신호가 감소하지 않기 때문에 ESR 연대는 단층의 마지막 활동시기를 지시하지 않는다. 또한 단층 운동으로 인해 단층비지가 생성될 당시 충분한 수직 응력(3 Mpa 이상)을 받지 못하였다면, 석영입자의 ESR 신호가 완벽하게 초기화되지 않아 실제 단층 운동 시기보다 과평가된 연대 결과를 얻을 수도 있다.
단층 운동의 시기를 결정하기 위해서는 위의 조건을 만족시켜야 하며, 해당 연구지역의 단층의 주향 및 경사각, 응력상태(크기 및 방향), 융기율/침식률 등의 자료가 필요하다. 신영호 등(2013)은 수압파쇄법과 응력개방법에 의한 측정 자료를 종합하여 한반도의 응력상태를 분석하였으며 다음과 같은 심도-응력 관계식을 제시하였다. 현재 한반도에 작용하는 최대 수평응력의 방향은 약 71°이며 한반도 남동부의 융기율은 약 0.08~0.25 mm/year이다.
{\displaystyle \sigma _{v}=0.0266Z}, {\displaystyle \sigma _{h}=0.0202Z+1.5405}, {\displaystyle \sigma _{H}=0.0352Z+1.5759}
({\displaystyle \sigma _{v}} : 연직응력 {\displaystyle \sigma _{h}} : 최소 수평응력 {\displaystyle \sigma _{H}}: 최대 수평응력 {\displaystyle Z} : 깊이 (m) 단위는 메가파스칼(Mpa))
예를 들어, 주향이 북동 30°, 경사각은 약 90°(수직)인 금왕 단층대의 경우, 최대 및 최소 수평응력의 방향과 단층면의 주향이 이루는 각도는 각각 41°와 49°이다. 금왕 단층대의 단층면에 작용하는 수직응력은 다음과 같이 계산된다.
{\displaystyle \sigma _{n}=(\sigma _{H}\sin \theta _{H})+(\sigma _{h}\sin \theta _{h})}
({\displaystyle \sigma _{n}}: 단층면에 작용하는 수직응력, {\displaystyle \sigma _{H}}: 최대 수평응력, {\displaystyle \sigma _{h}} : 최소 수평응력, {\displaystyle \theta _{H}},{\displaystyle \theta _{h}} : 최대 및 최소 수평응력의 방향과 단층면의 주향 사이의 각도)
이 식에 의해 단층면에 작용하는 수직 응력이 약 3 MPa이 되는 깊이(ESR 신호의 세기가 0이 될 수 있는 깊이)는 지하 약 21 m로 계산되었다. 위의 자료와 한반도의 융기율을 이용하여 계산하였을 때 약 21 m 융기하는데 걸리는 시간은 약 8~25만 년이며, 이는 단층비지의 ESR 연대의 하한이 된다. 금왕 단층대의 방향과 유사한 주향 이동 단층의 경우(왕숙천 단층대, 양산 단층대), 약 8~25만 년 전 이후에 재활동한 단층은 ESR 신호가 완전히 0이 되는 조건을 만족시키지 못해 단층 비지의 ESR 연대를 결정하기 어렵다. ESR의 성장곡선에서 ESR 신호의 세기가 포화되는 방사성 에너지는 약 4,500 Gy이며 단위 시간당 조사율을 고려 할 때, 단층비지의 ESR 연대의 상한선은 약 200만 년이 된다.

## ESR 연대측정법에 의해활성단층으로 인정받은한국의 단층
ESR 연대측정법을 이용하면 단층이 언제 마지막으로 활동했는지 알아낼 수 있는 바, 한국에서도 활성단층 연구와 관련하여 전국 곳곳에 여러 단층들에서 ESR 연대측정이 실시되었다. 대표적인 예로, 이희권(1999)은 강원특별자치도 정선군에 위치한 단곡 단층에서 ESR 연대측정을 실시해 최저 213±7 ka의 값을 산출하여 단곡 단층이 약 21만 년 전에 마지막으로 활동한 단층이라는 사실을 밝혀냈다. 활성단층 보고서(2012)에서도 전국의 여러 단층들에서 ESR 연대측정이 실시되어 왕숙천 단층, 신갈 단층, 금왕 단층, 공주 단층, 십자가 단층, 의당 단층, 가음 단층 등 여러 단층이 신생대 제4기에 활동한 활성단층임이 입증되었다. 아래의 단층들은 대한민국의 여러 학자들에 의해 ESR 연대측정이 실시되어 단층의 마지막 활동연대가 보고된 단층이다. 자세한 내용에 대해서는 각 단층의 문서를 참조할 것.
- 양산 단층
- 울산 단층
- 일광 단층
- 신갈 단층
- 왕숙천 단층
- 오십천 단층
- 단곡 단층
- 금왕 단층
- 공주 단층
- 의당 단층
- 십자가 단층
- 가음 단층
- 신녕 단층

## 같이 보기
- 한국의 단층
- 단층
- 활성단층